# Коробов, Яков Евдокимович
Яков Евдокимович Коробов (23 апреля [5 мая] 1874 — 19 августа 1928) — русский советский поэт, редактор, революционер, журналист и писатель.

## Биография
Родился 23 апреля (5 мая) 1874 года в селе Кусуново, Владимирской губернии в семье бывших дворовых крестьян помещика Хметевского. Детство провел на погосте Ущер. Закончил сельскую школу. С пятнадцати лет работал на отхожих промыслах штукатуром в Москве. Служил в Польше в 21-м Муромском полку. На военной службе в 1899 написал стихотворение памяти А. С. Пушкина прочитанное на смотре дивизии и изданное затем в газетах. После окончания службы вернулся во Владимирскую губернию, устроившись винный магазин. Позже работал в земстве, писал для газет «Клязьма», «Владимирец», «Старый владимирец». Был близок со многими представителями местных эсеров и социал-демократов.
Тяжелой личной трагедией поэта стала смерть от скарлатины четырёхлетнего сына Лёвочки. В 1905 участвовал в революционном движении во Владимире, был близко знаком с П. И. Лебедевым-Полянским. Написал эпитафию на кенотаф М. И. Лакина.
В 1914 году совместно с Дмитрием Семеновским издал две книги-пародии на Игоря Северянина «Сребролунный орнамент».
В 1917 году был редактором газет «Старый владимирец», «Владимирская жизнь». В 1917-1918 — гласный Владимирской городской думы от партии эсеров. В начале 20-х был редактором «Кооперативной жизни», организовывал во Владимире выступления Есенина и Городецкого.
В 1924 году переехал в Москву, вступил в МАПП, издал несколько повестей и сборников рассказов. Умер 19 августа 1928 в Москве от туберкулеза.

## Семья, дети
Жена Дарья
Сын Лев (р. 24 января 1901 — ум.1905)
Сын Глеб (р. 1902 — умер в возрасте 1 год 4 месяца)
Дочь Анна
Сын Глеб (р. 1905)

### Стихи
- Песни горя — 1907 год.
- Песни вечерние — 1910 год.
- Сребролунный орнамент (совместно Д. Семеновским). В двух частях — 1914 год .

### Проза
- Деревенские рассказы — 1922 год.
- Катя Долга. Хроника современной деревни — 1926 год.
- Дема Баюнов — 1927 год.
- Земляная порода — 1927 год.
- Петушиное слово −1927 год.

### Воспоминания
- Воспоминания. Том I. На утренней заре — 1928 год.
- Воспоминания. Том II. На острие ножа — 1928 год.

### Пьесы
- На помощь школе — 1922 год.